# Rio Chirui (Vârghiş)
O Rio Chirui é um afluente do rio Vârghiş, na Romênia, localizado no distrito de Harghita. Ele deságua no rio Vârghiş, perto de Băile Chirui. Sua extensão é de 16 km (9,9 milhas) e seu tamanho de bacia é de 78 km² (30 milhas quadradas).